# VII dinastia egípcia
```
   |-
       |
Erro:
:  
valor não especificado para "
nome_comum
"

   |-
       | 
Erro:
:  
valor não especificado para "
continente
"
```

A VII dinastia egípcia marcaria o início do Primeiro Período Intermediário no início do século XXII a.C., mas sua existência é debatida. O único relato histórico da VII dinastia é a Egiptíaca de Manetão, uma história do Egito escrita no século III a.C., na qual aparece essencialmente como uma metáfora para o caos. Como quase nada se sabe sobre ela além do relato de Manetão, egiptólogos como Jürgen von Beckerath e Toby Wilkinson geralmente a consideram fictícia. Em uma reavaliação de 2015 da queda do Reino Antigo, o egiptólogo Hracht Papazian propôs que a VII dinastia era real e que consistia em reis geralmente atribuídos à VIII dinastia.